# Roma in Wit-Rusland
De Roma in Wit-Rusland (Wit-Russisch: Цыганы на Беларусі; Russisch: Цыгане в Белоруссии) zijn in Wit-Rusland wonende etnische Roma. De Wit-Russische volkstelling van 2019 registreerde 6.848 Roma in het land, terwijl schattingen uiteenlopen van 50.000 tot zelfs 60.000 Roma. De statistische onnauwkeurigheid is te wijten aan het feit dat veel Roma niet zijn ingeschreven in de burgerlijke stand, waardoor zij logischerwijs ook niet over documenten en statistische gegevens beschikken.

## Bevolkingsontwikkeling
Tussen 1926 en 1989 is het aantal Roma in Wit-Rusland verviervoudigd. Na de val van het communisme loopt het aantal (geregistreerde) Roma echter terug, vooral vanwege de statistische onnauwkeurigheid samenhangend met angst voor antiziganisme. In de volkstelling van 2019 werden er 6.848 Roma geregistreerd.
Aantal geregistreerde Roma per volkstelling
|  |

### Verspreiding
Ruim 35% van de Roma was woonachtig in Oblast Gomel (2.501 van de 7.079 Roma). 
| Oblast          | 2009   | 2009  |
| Oblast          | Aantal | %     |
| --------------- | ------ | ----- |
| Oblast Brest    | 715    | 0,05% |
| Oblast Gomel    | 2.501  | 0,17% |
| Oblast Grodno   | 372    | 0,03% |
| Oblast Mogiljov | 730    | 0,07% |
| Minsk (stad)    | 573    | 0,03% |
| Oblast Minsk    | 1.002  | 0,07% |
| Oblast Vitebsk  | 1.186  | 0,10% |
| Wit-Rusland     | 7.079  | 0,07% |